# Ministerstwo Żeglugi i Gospodarki Wodnej
Ministerstwo Żeglugi i Gospodarki Wodnej – polskie ministerstwo istniejące w latach 1957–1960, powołane w celu objęcia polityką państwa całokształtu spraw gospodarki morskiej, śródlądowej i wodnej. Minister był członkiem Rady Ministrów.
Ministerstwo miało siedzibę przy ulicy Świętokrzyskiej 12 w Warszawie.

## Ustanowienie urzędu
Na podstawie ustawy z 1957 r. o utworzeniu urzędu Ministra Żeglugi i Gospodarki Wodnej w miejsce zniesionego urzędu Ministra Żeglugi ustanowiono nowy urząd.

## Ministrowie
- Stanisław Darski (1957–1960)

## Zakres działania urzędu
Do zakresu działania Ministra Żeglugi i Gospodarki Wodnej należały:
W dziedzinie żeglugi morskiej i rybołówstwa morskiego sprawy
- eksploatacji i rozbudowy floty handlowej i rybackiej;
- eksploatacji i rozbudowy portów i przystani;
- morskich stoczni remontowych;
- przedsiębiorstw usługowych związanych z żeglugą morską i rybołówstwem morskim;
- bezpieczeństwa żeglugi;
- ochrony brzegów morskich;
- ochrony rybołówstwa morskiego;
- nadzoru technicznego na urządzeniami żeglugowymi, portowymi i rybołówstwa morskiego;
- wyznaczanie i wysyłanie za granicę przedstawicieli w porozumieniu z Ministrem Spraw Zagranicznych.

W dziedzinie dróg wodnych i żeglugi śródlądowych sprawy
- budowy i utrzymanie dróg wodnych śródlądowych;
- administracji i eksploatacji żeglugowej śródlądowych dróg wodnych;
- portów rzecznych;
- stoczni rzecznych.

W dziedzinie przemysłu rybnego sprawy
- przetwórstwa rybnego;
- skupu ryb;
- hurtowego i detalicznego obrotu rybami we współdziałaniu z zainteresowanymi ministrami.

W dziedzinie gospodarki wodnej
- wykonywanie uprawnień zastrzeżonych w prawie wodnym naczelnym organem administracji państwowej;
- ewidencjonowanie i bilansowanie zasobów wód powierzchniowych i podziemnych na podstawie materiałów opracowanych przez właściwe organy;
- ustalanie zasad prawidłowego i racjonalnego gospodarowani zasobami wód;
- normowanie poboru i zużycia wód dla wszystkich dziedzin gospodarki narodowej;
- wydawanie przepisów o budowie, utrzymaniu i eksploatacji wszystkich zakładów, budowli i urządzeń wodnych;
- koordynowanie i nadzorowanie eksploatacji zasobów wodnych oraz sprawowanie ogólnego nadzoru nad działalnością wszelkich zakładów, budowli i urządzeń wodnych mających wpływ na gospodarkę wodną;
- inicjowanie i ustalanie programu kompleksowych inwestycji wodnych;
- opracowanie perspektywicznych planów gospodarki wodnej;
- koordynowanie i opiniowanie resortowych i terenowych planów inwestycyjnych w zakresie gospodarki wodnej;
- sprawowanie nadzoru i kontroli nad ochroną wód przed zanieczyszczeniami oraz nad całokształtem gospodarki ściekowej;
- sprawy ochrony przeciwpowodziowej;
- obsługa hydrologiczna i meteorologiczna dla potrzeb gospodarki narodowej i ochrony państwa.

## Zniesienie urzędu
Na podstawie ustawy z 1960 r. o utworzeniu Centralnego Urzędu Gospodarki Wodnej i przekształceniu urzędu Ministra Żeglugi i Gospodarki Wodnej w urząd Ministra Żeglugi zniesiono urząd.  